# Chặng đua MotoGP Andalucia 2020
Chặng đua MotoGP Andalucia 2020 (tên chính thức 2020 Gran Premio Red Bull de Andalucía) là chặng đua thứ 2 của mùa giải MotoGP 2020. Chặng đua được tổ chức ở trường đua Circuito de Jerez-Ángel Nieto, Tây Ban Nha từ ngày 24 đến 26 tháng 07 năm 2020. Người chiến thắng là Fabio Quartararo của đội đua Petronas Yamaha.

## Bối cảnh
Đây là chặng đua được bổ sung vào lịch thi đấu sau khi một số chặng đua khác bị hủy vì đại dịch covid-19.

## Diễn biến chính
Trước chặng đua Marc Marquez trải qua ca phẫu thuật chấn thương ở chặng đua mở màn nhưng anh vẫn quyết định đăng ký thi đấu. Mặc dù vậy thì sau khi tham gia phiên chạy FP1, nhận thấy mình không đủ sức khỏe Marquez đã quyết định rút lui.
Người giành pole là Fabio Quartararo và tay đua người Pháp đã dẫn đầu từ đầu đến cuối để giành chiến thắng thứ hai trong sự nghiệp.
Ở nửa đầu cuộc đua, người chạy ở vị trí thứ hai và ba lần lượt là hai tay đua của đội Yamaha Valentino Rossi và Maverick Vinales. Đến giữa cuộc đua, cả hai đều bị Francesco Bagnaia vượt, thế nhưng Bagnaia bị hư động cơ, phải bỏ cuộc ở vòng 20.
Đến cuối cuộc đua, Vinales mới vượt được Rossi để cán đích ở vị trí thứ 2. Rossi về đích thứ 3.
Sau chặng đua, Quartararo tiếp tục dẫn đầu BXH tổng với số điểm tuyệt đối 50 điểm.

## Kết quả
| Stt                         | Số xe | Tay đua           | Xe      | Lap | Thời gian       | Xuất phát | Điểm |
| --------------------------- | ----- | ----------------- | ------- | --- | --------------- | --------- | ---- |
| 1                           | 20    | Fabio Quartararo  | Yamaha  | 25  | 41:22.666       | 1         | 25   |
| 2                           | 12    | Maverick Viñales  | Yamaha  | 25  | +4.495          | 2         | 20   |
| 3                           | 46    | Valentino Rossi   | Yamaha  | 25  | +5.546          | 4         | 16   |
| 4                           | 30    | Takaaki Nakagami  | Honda   | 25  | +6.113          | 8         | 13   |
| 5                           | 36    | Joan Mir          | Suzuki  | 25  | +7.693          | 10        | 11   |
| 6                           | 4     | Andrea Dovizioso  | Ducati  | 25  | +12.554         | 14        | 10   |
| 7                           | 44    | Pol Espargaró     | KTM     | 25  | +17.488         | 12        | 9    |
| 8                           | 73    | Álex Márquez      | Honda   | 25  | +19.357         | 21        | 8    |
| 9                           | 5     | Johann Zarco      | Ducati  | 25  | +23.523         | 15        | 7    |
| 10                          | 42    | Álex Rins         | Suzuki  | 25  | +27.091         | 20        | 6    |
| 11                          | 53    | Tito Rabat        | Ducati  | 25  | +33.628         | 18        | 5    |
| 12                          | 38    | Bradley Smith     | Aprilia | 25  | +36.306         | 19        | 4    |
| 13                          | 35    | Cal Crutchlow     | Honda   | 24  | +1 lap          | 13        | 3    |
| Ret                         | 63    | Francesco Bagnaia | Ducati  | 19  | Engine          | 3         |      |
| Ret                         | 21    | Franco Morbidelli | Yamaha  | 16  | Valve System    | 6         |      |
| Ret                         | 33    | Brad Binder       | KTM     | 12  | Accident        | 9         |      |
| Ret                         | 9     | Danilo Petrucci   | Ducati  | 11  | Accident        | 11        |      |
| Ret                         | 43    | Jack Miller       | Ducati  | 10  | Accident        | 7         |      |
| Ret                         | 41    | Aleix Espargaró   | Aprilia | 8   | Accident        | 16        |      |
| Ret                         | 27    | Iker Lecuona      | KTM     | 5   | Accident Damage | 17        |      |
| Ret                         | 88    | Miguel Oliveira   | KTM     | 0   | Collision       | 5         |      |
| DNS                         | 93    | Marc Márquez      | Honda   |     | Did not start   |           |      |
| OFFICIAL MOTOGP RACE REPORT |       |                   |         |     |                 |           |      |

Nguồn: Trang chủ MotoGP

## BXH sau chặng đua
|   | Stt | Tay đua          | Điểm |
| - | --- | ---------------- | ---- |
|   | 1   | Fabio Quartararo | 50   |
|   | 2   | Maverick Viñales | 40   |
|   | 3   | Andrea Dovizioso | 26   |
| 6 | 4   | Takaaki Nakagami | 19   |
| 1 | 5   | Pol Espargaró    | 19   |

|   | Stt | Xưởng đua | Điểm |
| - | --- | --------- | ---- |
|   | 1   | Yamaha    | 50   |
|   | 2   | Ducati    | 26   |
| 1 | 3   | Honda     | 19   |
| 1 | 4   | KTM       | 19   |
| 1 | 5   | Suzuki    | 11   |

|   | Stt | Đội đua                      | Điểm |
| - | --- | ---------------------------- | ---- |
|   | 1   | Petronas Yamaha SRT          | 61   |
| 2 | 2   | Monster Energy Yamaha MotoGP | 56   |
| 1 | 3   | Ducati Team                  | 33   |
| 4 | 4   | LCR Honda                    | 22   |
| 2 | 5   | Pramac Racing                | 22   |